# Thomas McCarthy (poeta)
Thomas McCarthy (Cappoquin, Irlanda, 1954) es un poeta, novelista, y crítico irlandés, miembro de la Aosdána. Ganó el Premio de Poesía Patrick Kavanagh en 1977. 

## Biografía
Estudió en la Universidad Colegio de Cork, donde formó parte de una renacimiento literario bajo la inspiración de John Montague. Entre los contemporáneos de McCarthy, descrito por Thomas Dillon Redshaw como «aquella generación notable», se encontraban los escritores y poetas Theo Dorgan, Sean Dunne, Greg Delanty, Maurice Riordan y William Wall. McCarthy editó, en distintos períodos, The Cork Review y el Poetry Ireland Review. Ha publicado siete poemarios con Anvil Poetry Press, de Londres, incluyendo  The Sorrow Garden, The Lost Province, Mr Dineen’s Careful Parade,  The Last Geraldine Officer, y Merchant Prince. Los temas principales de su poesía son la política del sur de Irlanda, el amor y la memoria. Es también el autor de dos novelas: Without Power y Asya and Christine. Casado y con dos hijos, vive en Cork, donde  trabaja en la biblioteca municipal. Su monografía Rising from the Ashes cuenta la historia del incendio de la Carnegie Free Library de Cork por los Black and Tans en 1920 y los esfuerzos subsiguientes para reconstruir la colección con la ayuda de donantes de todo el mundo.

## Obra

### Poesía
- The First Convention, Dolmen Press, Dublín, 1978[4]
- The Sorrow Garden, Anvil Press, Londres, 1981
- The Non-Aligned Storyteller, Anvil Press, Londres, 1984
- Seven Winters in Paris, Anvil Press, Londres, 1989
- The Lost Province, Anvil Press, Londres, 1996
- Mr Dineen’s Careful Parade: New and Selected Poems, Anvil Press, Londres, 1999
- Merchant Prince, Anvil Press, Londres, 2005
- The Last Geraldine Officer, Anvil Press, Londres, 2009

### Novelas
- Without Power, Poolbeg Press, Dublín, 1990[4]
- Asya and Christine, Poolbeg Press, Dublín, 1993

### No ficción
- The Garden of Remembrances, New Island Books, Dublín, 1998[4]

### Otras
También colabora en una serie de podcasts de Podcasts.ie (bajo el Consejo de Artes de los premios del Ireland’s Literature Project Awards) llamada The Writer’s Passage, en el que diez autores irlandeses hacen una visita personal de las ubicaciones de sus libros.